# Samir Beloufa
Samir Beloufa (ur. 27 sierpnia 1979 w Melun) – algierski piłkarz urodzony we Francji. Występuje na pozycji obrońcy. Obecnie pozostaje bez klubu.

## Kariera klubowa
Beloufa profesjonalną karierę rozpoczynał we włoskim A.C. Milanie. Debiut w Serie A zaliczył 15 marca 1998 w zremisowanym 2-2 pojedynku z Brescią Calcio. Łącznie w tamtym sezonie rozegrał trzy spotkania. Rok później w lidze nie zagrał ani razu. Latem 1999 wypożyczono go do drugoligowej AC Monzy. W barwach tego klubu wystąpił dwanaście razy. Po powrocie do Milanu, ponownie nie zdołał wywalczyć sobie miejsca w składzie. Dlatego w grudniu 2000 powędrował na wypożyczenie do Germinalu Beerschot. W Eerste Klasse po raz pierwszy zagrał 9 grudnia 2000 w wygranym 5-1 meczu przeciwko Racingowi Genk. 6 kwietnia 2002 zdobył pierwszą bramkę w karierze w spotkaniu z KAA Gent zremisowanym przez jego zespół 1-1. Po zakończeniu okresu wypożyczenia, nie pozostał w Milanie, lecz odszedł do francuskiej SC Bastii.
W nowym klubie nie przebił się nawet na ławkę rezerwowych. Przez cały sezon rozegrał jeden ligowy pojedynek w Ligue 1. W 2003 roku podpisał kontrakt z belgijskim Excelsiorem Mouscron. Regularnie grywał tam w pierwszym zespole, lecz nie odniósł z tym klubem większych sukcesów. W latach 2005–2007 był zawodnikiem KVC Westerlo, jednak nie wywalczył tam sobie miejsce w pierwszej jedenastce, łącznie rozgrywając szesnaście meczów w barwach tej drużyny.
W 2007 roku podpisał kontrakt ze szwedzkim Helsingborgsem IF. W listopadzie 2008, po wygaśnięciu jego umowy, odszedł z klubu. W sezonie 2009/2010 rozegrał 8 meczów w belgijskim ROC Charleroi-Marchienne.
| Sezon   | Klub                     | Kraj    | Rozgrywki     | Mecze | Bramki |
| ------- | ------------------------ | ------- | ------------- | ----- | ------ |
| 1997/98 | A.C. Milan               | Włochy  | Serie A       | 3     | 0      |
| 1998/99 | A.C. Milan               | Włochy  | Serie A       | 0     | 0      |
| 1999/00 | AC Monza                 | Włochy  | Serie B       | 12    | 0      |
| 2000/01 | Germinal Beerschot       | Belgia  | Eerste Klasse | 15    | 0      |
| 2001/02 | Germinal Beerschot       | Belgia  | Eerste Klasse | 31    | 1      |
| 2002/03 | SC Bastia                | Francja | Ligue 1       | 1     | 0      |
| 2003/04 | Excelsior Mouscron       | Belgia  | Eerste Klasse | 23    | 0      |
| 2004/05 | Excelsior Mouscron       | Belgia  | Eerste Klasse | 29    | 0      |
| 2005/06 | KVC Westerlo             | Belgia  | Eerste Klasse | 8     | 0      |
| 2006/07 | KVC Westerlo             | Belgia  | Eerste Klasse | 8     | 0      |
| 2007    | Helsingborgs IF          | Szwecja | Allsvenskan   | 15    | 1      |
| 2008    | Helsingborgs IF          | Szwecja | Allsvenskan   | ?     | ?      |
| 2009/10 | ROC Charleroi-Marchienne | Belgia  | Derde klasse  | 8     | 0      |

## Kariera reprezentacyjna
Beloufa jest reprezentantem Algierii. W drużynie narodowej zadebiutował w 2004 roku i dotychczas rozegrał w niej dziewięć spotkań. Był uczestnikiem Pucharu Narodów Afryki w 2004 roku, który jego zespół zakończył na ćwierćfinale, po porażce z Marokiem.